# Infiltré (film)
Pour les articles homonymes, voir L'Infiltré.
Pour plus de détails, voir Fiche technique et Distribution.
Infiltré (Snitch), ou L'Infiltrateur au Québec, est un film américain réalisé par Ric Roman Waugh, sorti en 2013.
Le film est inspiré d'une histoire vraie, celle de James Settembrino, indic pour la DEA.

## Synopsis
L'étudiant Jason Collins est persuadé par son ami Craig d'autoriser l'envoi d'une cargaison de drogue à son domicile. Il signe le paquet qui contient des pilules, mais aussi un dispositif de suivi : des agents de la DEA pénètrent par effraction dans la maison. Jason s'enfuit mais est pourchassé et arrêté par l'agent Cooper.
Lors d'un barbecue, John Matthews, le père de Jason et propriétaire d'une entreprise de construction, est appelé par son ex-femme Sylvie au sujet de l'arrestation de leur fils. Les ex-époux rencontrent un enquêteur qui explique que Craig a incité Jason à réduire sa propre peine. Les accusations portées contre Jason sont passibles d'un minimum de 10 ans de prison. Il est donc contraint de dénoncer l'un de ses amis afin de réduire sa propre peine.
Grâce à ses relations, John organise une rencontre avec la procureure américaine locale Joanne Keeghan, qui mène une campagne antidrogue agressive. Cette dernière accepte de réduire la peine de Jason si John dénonce un trafiquant de drogue. Cooper dirige un groupe de travail qui surveillera toutes les transactions que John s'arrangera pour utiliser comme preuve en vue d'une arrestation.
John parcourt les dossiers de ses employés et découvre que le nouvel employé Daniel James a déjà été condamné à deux reprises pour distribution de drogue. Daniel mène actuellement une vie propre pour éviter une troisième condamnation. John offre 20,000 $ s'il le présente simplement à un concessionnaire ; Daniel est d'accord, même s'il ignore que John agit en tant qu'informateur. Daniel présente John à Malik, un trafiquant de drogue local extrêmement dangereux et de haut rang, qui a également deux condamnations.
Déclarant que son entreprise de construction ne peut pas rester à flot dans l'économie actuelle sans un supplément à ses revenus, John propose de transporter des quantités presque illimitées de drogue avec un risque quasi nul dans ses camions de fret. Malik accepte à condition que John et Daniel effectuent eux-mêmes la course initiale.
John et l'agent Cooper organisent plusieurs écoutes téléphoniques, où il se rend au point de prise en charge près de la frontière mexicaine. Un gang rival tend une embuscade au camion, mais John s'échappe. Cela impressionne Pintera, le chef du cartel, dont les hommes combattent les assaillants. John conclut ensuite l'accord, livrant la drogue à Malik sous la surveillance de Cooper. Malik évoque une rencontre avec des membres du cartel au-dessus de lui.
Dans l'espoir d'attraper les cibles les plus prioritaires, Cooper décide de ne pas arrêter Malik comme convenu. Keeghan insiste sur le fait que Cooper a fait ce qu'il fallait et revient sur sa promesse de réduire la peine de Jason à moins que John ne coopère lors de la deuxième réunion. Indigné, il exige que Jason soit libéré une fois le travail terminé.
Daniel apprend l'arrangement de John avec la DEA et est furieux, disant que le cartel tuera John, Daniel et leurs familles s'ils sont exposés à la vérité. Les deux hommes envoient leurs familles se cacher, puis John rencontre Pintera. Il veut qu'il rapporte près de 100 millions de dollars de profits en matière de drogue au Mexique et propose de faire de John un membre du cercle restreint du cartel s'il réussit. Keeghan apprécie la perspective d'arrêter un dealer aussi prestigieux, mais Cooper change d'avis et essaie de dissuader John de s'enfuir, soupçonnant que le cartel le tuera par la suite.
John élabore un plan pour se libérer, ainsi que Daniel, du gouvernement et du cartel. Pendant la course, il parvient à échapper à la surveillance de Cooper. Au même moment, Daniel se faufile dans la maison de Malik, tuant ses gardes et le blessant mortellement.
Avant de mourir, Malik révèle le numéro de téléphone portable de Pintera à Daniel. John appelle Cooper et lui demande de suivre à la fois son nouveau téléphone portable et celui de Pintera, donnant ainsi à Cooper à la fois l'argent et le pivot. Le cartel se rend compte à la fois que le fils de John est Jason et qu'il est un informateur qui les mène dans une poursuite sur l'autoroute et une fusillade avant de s'échapper.
Les membres du cartel et l'argent sont saisis par les hommes de Cooper. Pintera est entouré d'agents fédéraux et se rend parce que son jeune fils est avec lui. John laisse à Daniel un important chèque de récompense fédéral qu'il a reçu pour la capture de Pintera. Jason est libéré, tandis que John et sa famille participent au programme de protection des témoins.

## Fiche technique
- Titre original : Snitch
- Titre français : Infiltré
- Titre québécois : L'Infiltrateur
- Réalisation : Ric Roman Waugh
- Scénario : Justin Haythe et Ric Roman Waugh
- Musique : Antonio Pinto
- Production : Dwayne Johnson, Nigel Sinclair, Matt Jackson, Jonathan King, Dany Garcia, Alex Brunner, Tobin Armbrust et Pargat Gill
- Sociétés de production : Exclusive Media, Hammer Film Productions, Participant Media et Image Nation
- Société de distribution : Summit Entertainment
- Budget : 25 millions $
- Pays d'origine :  États-Unis
- Langues originales : anglais et espagnol
- Format : couleurs - 35 mm - 2,35:1, cinéma numérique — son Dolby Digital
- Genres : Action, drame et thriller
- Durée : 112 minutes
- Dates de sortie : 
  - États-Unis, Canada : 22 février 2013
  - Belgique : 24 avril 2013
  - France : 8 mai 2013

## Distribution
- Dwayne Johnson (V. F. : Bruno Dubernat et V. Q. : Benoit Rousseau) : John Matthews
- Susan Sarandon (V. F. : Béatrice Delfe et V. Q. : Claudine Chatel) : Joanne Keeghan
- Barry Pepper (V. F. : David Krüger et V. Q. : Gilbert Lachance) : l'agent Cooper
- Jon Bernthal (V. F. : Jérôme Pauwels et V. Q. : Frédérik Zacharek) : Daniel James
- Michael K. Williams (V. F. : Jean-Paul Pitolin et V. Q. : Patrick Chouinard) : Malik
- Benjamin Bratt (V. F. : Maurice Decoster et V. Q. : Pierre Auger) : Juan Carlos Pintera dit "El Topo"
- Rafi Gavron (V. F. : Alexandre Nguyen et V. Q. : Jean-Philippe Baril Guérard) : Jason Collins
- Melina Kanakaredes (V. F. : Céline Monsarrat et V. Q. : Hélène Mondoux) : Sylvie Collins
- Nadine Velazquez (V. F. : Aurélie Meriel et V. Q. : Mélanie Laberge) : Analisa Matthews
- Kyara Campos : Isabelle Matthews
- Lela Loren (V. F. : Ethel Houbiers et V. Q. : Laurence Dauphinais) : Vanessa James
- David Harbour (V. F. : Stéphane Pouplard et V. Q. : Frédéric Paquet) : Jay Price
- Harold Perrineau (V. F. : Namakan Koné et VQ : Pierre-Étienne Rouillard) : Jeffrey Steele
- JD Pardo (V. Q. : Benoit Éthier) : Benicio
- Richard Cabral : Flaco
- James Allen McCune (V. F. : Hugo Brunswick ; VQ : Kevin Houle) : Craig
- Jason Douglas : Wayne
- Kym Jackson : l'agent Sims
- Jayson Floyd : l'agent Thompson
- Douglas M. Griffin : Bailiff
- Spencer Miller : Anthony
- Kerry Cahill : Jane Kemp
- Darnell Trotter : Bones
- Sione Ma'umalanga : Manny
- Joe Nemmers : Terry Green
- Carrie Lazar : l'assistante de Keeghan
- Ashlynn Ross : Amanda
- Emma Graves : l'amie d'Amanda
- Ian Woo : Dry Snitch

Source et légende : Version française (V. F.) sur RS Doublage et AlloDoublage et Version québécoise (V. Q.) sur Doublage Québec

## Production
Infiltré est réalisé par Ric Roman Waugh et écrit par Waugh et Justin Haythe. Le projet a été mis en place pour la première fois en 2004 par Guy East et Nigel Sinclair, partenaires de Spitfire Pictures. Ils ont été inspirés par un documentaire de Frontline sur la façon dont les changements quant à la politique fédérale sur les drogues aux États-Unis encourage les prévenus à moucharder leurs complices. Justin Haythe a écrit le scénario initial et Waugh a été embauché pour le réécrire. En mars 2011, Dwayne Johnson est choisi pour le rôle principal du film. Le tournage a commencé en décembre 2011 à Bossier City en Louisiane et s'est terminé le 19 janvier 2012.

## Accueil

### Accueil critique
Infiltré a reçu des critiques mitigées de la part des critiques et a un score de 56 % sur Rotten Tomatoes basé sur 140 avis, avec une note moyenne de 5,6⁄10. Le consensus critique déclare, "Bien qu'il présente l'une des performances les plus réfléchies de Dwayne Johnson, la présentation du message sous-jacent de Snitch est brouillée par une narration terne et quelques incohérences de ton.". Le film a également un score de 51⁄100 sur Metacritic basé sur 34 critiques, indiquant des "critiques mitigées ou moyennes".
L'accueil en France est aussi mitigé, puisque le site AlloCiné lui attribue une moyenne de 2.4⁄5 pour 10 critiques.

### Box-office
Le film a connu un succès modeste, en ramassant 42 930 462 dollars en Amérique de nord et un total de 57 824 674 dollars pour un budget de 25 000 000 dollars.
En France, il connaît peu de succès, avec seulement 215 828 entrées.
| Pays ou région    | Box-office      | Date d'arrêt du box-office | Nombre de semaines |
| ----------------- | --------------- | -------------------------- | ------------------ |
| États-Unis Canada | 42 930 462 $    | -                          | -                  |
| France            | 215 828 entrées | -                          | -                  |
| Total mondial     | 57 824 674 $    | -                          | -                  |